# Hugon II (hrabia Maine)
Hugon II (ur. 920/925, zm. ok. 992) – hrabia Maine, najstarszy syn hrabiego Hugona I i jego nieznanej z imienia żony, prawdopodobnie córki hrabiego Maine, Gauzlina II.
Hugon odziedziczył hrabstwo po śmierci swojego ojca ok. 950 r. Władzę obejmował jako wasal Hugona Wielkiego, hrabiego Paryża i księcia Franków. Hugo zmarł jednak w 956 r. Jego następcą został jego nieletni syn, Hugo Kapet. Hugon II zrzucił więc zależność lenną od Robertyngów. Kilka lat później sprzymierzył się z hrabią Andegawenii Fulkiem II Dobrym i hrabią Blois Tybaldem I. U ich boku rozpoczął wojnę z Hugonem Kapetem, jednak nie przyniosła mu ona większych korzyści. Zmarł ok. 992 r.
Imię jego żony jest nieznane. Przypuszcza się, że pochodziła z rodu hrabiów Vermandois. Hugon miał z nią trzech synów:
- Hugon III (ok. 960 – 1014), hrabia Maine
- Fulko
- Herbert Baco